# Hermann Minkowski
Hermann Minkowski (Aleksota, danas dio Kaunasa, 22. lipnja 1864. – Göttingen, 12. siječnja 1909.), njemački matematičar i fizičar. Doktorirao je (1885.) na Sveučilištu u Königsbergu (danas Kalinjingrad). Bio je profesor na sveučilištima u Bonnu, Kalinjingradu, Zürichu i Göttingenu. Bavio se problemima matematičke fizike. Razvio je geometrijsku metodu rješavanja problema iz teorije brojeva. Najznačajniji mu je rad Prostor i vrijeme (njem. Raum und Zeit, 1907.), u kojem je dao geometrijsko objašnjenje kinematike posebne teorije relativnosti. Po njem se četverodimenzionalni prostor događaja posebne teorije relativnosti prostor–vrijeme često naziva prostor Minkowskoga. Po njem su nazvani krater na Mjesecu (Minkowski (krater)) i planetoid (12493 Minkowski).

## Einsteinova teorija gravitacije
Einsteinova teorija gravitacije prelazi u prvom približenju (aproksimaciji) u klasičnu teoriju, a kako su posljedice teorije relativnosti vrlo maleni, to je pokusom teško dokazati njezinu ispravnost. Dosadašnji eksperimentalno dobiveni podatci, kao npr. oni o odstupanju stvarne putanje Merkura oko Sunca od putanje koju daje klasična teorija, ili pak oni o savijanju zraka svjetlosti u gravitacijskom polju Sunca (pomak prema crvenomu dijelu spektra), u skladu su s Einsteinovom teorijom gravitacije. Iako je ta teorija gravitacije skladna, ona je ipak složena, pa je bilo više pokušaja da se nađu jednostavniji principi na kojima bi se mogla izgraditi teorija gravitacije. Najviše uspjeha postigli su George David Birkhoff i Edward Arthur Milne. U novije doba također se mnogo radi na takozvanoj unificiranoj teoriji polja, kojoj je i Einstein posvetio dugi niz godina istraživanja. Ta teorija trebala bi istim jednadžbama obuhvatiti i gravitacijsko i elektromagnetsko polje. Dosadašnji pokušaji još nisu dali potpuno zadovoljavajuće rezultate.
U Newtonovoj teoriji gravitacije kao osnovni postulati postoje apsolutni prostor i apsolutno vrijeme. Međutim, razradivši (1905.) svoju teoriju relativnosti, Albert Einstein prvi je uvidio da je pojam apsolutnoga vremena, koji je na prvi pogled potpuno logičan, zapravo neodrživ. Da bi se usporedilo vrijeme između dvaju promatrača u različitim sustavima referencije, potrebno je poslužiti se nekim signalom. Jedini je fizikalno mogući način upotreba svjetlosnoga signala. No kako je brzina svjetlosti konstantna i neovisna o sustavu promatranja, Einstein je pokazao da vrijeme mora zavisiti o sustavu. Vrijeme je, a prema tome i pojam istodobnosti dvaju događaja, relativno. Tretirajući vrijeme kao varijablu ekvivalentnu prostornim varijablama, Einstein je, slijedeći put što ga je pokazao Hermann Minkowski, izgradio pojam četverodimenzionalnoga prostora – prostorno vremenskoga kontinuuma. Geometriju takva prostora određuje materija, a gravitacija je samo posljedica geometrije fizikalnoga prostora. Drugim riječima, gravitacija je samo posljedica činjenice da kontinuum prostor - vrijeme nije ravan, nego zakrivljen. Čestica materije ubačena u svemir ne bi se gibala po pravcu, kako to traže Newtonove jednadžbe, nego po takozvanoj geodetskoj liniji, koja fizički predstavlja (vremenski) najkraću stazu između bilo kojih dviju točaka u svemiru. Zrake svjetlosti također se ne šire pravocrtno, nego se i one ponešto savijaju u gravitacijskom polju (gravitacijske leće).